# Bibliotecario de educación a distancia
Un bibliotecario de educación a distancia o bibliotecario de aprendizaje a distancia es un bibliotecario académico especializado cuyos deberes principales implican atender a las necesidades del alumnado de educación a distancia, profesorado, y personal administrativo. Este puesto normalmente implica coordinar los deberes de muchos bibliotecarios y personal de biblioteca para asegurar acceso adecuado a los recursos de biblioteca para quienes se inscriban y enseñen cursos de educación a distancia.

## Historia
Reconociendo que la oferta de educación a distancia crecía en instituciones educativas postsecundarias, la Association of College and Research Libraries (ACRL), en castellano Asociación de Bibliotecas Universitarias y de Investigación, publicó Directrices sobre la educación a distancia para Bibliotecas en el año 2000. Estas directrices afirmaron que, “los miembros de la comunidad de aprendizaje a distancia tienen que tener acceso a los recursos de la biblioteca equivalentes a los que se proporcionan a estudiantes y docentes en un campus tradicional". El 1 de julio de 2008, el ACRL el consejo de administración aprobó los Estándares para Servicios de Biblioteca de Aprendizaje a Distancia.
Los Estándares están divididos en dos partes. La Parte 1, Fundamentos, proporciona un resumen ejecutivo del Principio de derecho al acceso, perfila los parámetros por qué los Estándares servirán como un documento vivo, que ofrece definiciones de los términos asociados tanto con la educación a distancia como con la biblioteconomía académica, y formaliza la filosofía de los estándares como Un conjunto de derechos de la Comunidad de Aprendizaje a Distancia.
La Parte 2, Requisitos Concretos, dicta las responsabilidades fiscales, de personal, educación de biblioteca, administración, instalaciones y equipamiento, recursos, servicios, y la documentación necesaria en cada institución para proporcionar servicios equivalentes al alumnado y profesorado de educación a distancia.
Tradicionalmente, los bibliotecarios académicos proporcionan servicios de referencia al alumnado, claustro, y personal; apoyo académico e institucional a través de la creación y administración de una colección de recursos de la información, proporcionando instrucción y soportes bibliográficos para aumentar la alfabetización de información entre los patrocinadores.  La mayoría de las instituciones ya proporcionaban apoyo al alumnado de educación a distancia, profesorado, y personal. Los Estándares para los Servicios de Biblioteca de Aprendizaje a Distancia provocaron que se formalizaran la función, papeles y deberes de los bibliotecarios académicos, los cuales apoyan al alumnado de educación a distancia y llevaron a la creación del puesto de bibliotecario a distancia.

## Funciones y deberes
Los bibliotecarios de educación a distancia trabajan para asegurarse de que el alumnado de educación a distancia y el claustro tengan el mismo acceso que los estudiantes en un campus, entre los que se encuentran: asistencia de referencia, materiales de biblioteca, instrucción bibliográfica, préstamo interbibliotecario, entrega de documentos y acceso para reservar materiales. También hay deberes concretos de los Bibliotecarios de Educación a Distancia, los bibliotecarios sirven de contacto básico en la biblioteca para el alumnado y profesores de educación a distancia. Los bibliotecarios pueden proporcionar soporte técnico y referencial a través del teléfono, utilizando mensajería instantánea, respondiendo a los mensajes de correo electrónico y a los formularios de solicitudes de referencia o a través de videoconferencia. Los bibliotecarios de educación a distancia también diseñan, mantienen, y evalúan páginas web de educación a distancia e interfaces de usuario. Los sitios web de información a distancia normalmente proporcionan información general al alumnado sobre cómo obtener un carnet de biblioteca, y horarios para acceder a los servicios de referencia.Los bibliotecarios también crean tutoriales en línea que abarcan temas de la competencia digital y el uso del acceso remoto a las bases de datos de la biblioteca. Los bibliotecarios también asisten al profesorado con el diseño de páginas web específicas para cursos y asesorando sobre derechos de autor.
El ACRL reconoce que los métodos de entrega del servicio de la biblioteca de educación a distancia varían de institución a institución, pero deberían ser desarrollados utilizando los mismos estándares profesionales y las directrices utilizadas por otras bibliotecas académicas. Como mínimo,  sugieren consultar los siguientes estándares y directrices:
- Alfabetización de información, Competencia y Estándares para Educación Superior. Asociación de Bibliotecas & de Búsqueda Universitaria, Asociación de Biblioteca americana, 2000.
- Directrices para el Rendimiento Conductual de Referencia y Servicio de Información a Proveedores. Asociación de Referencia y Servicios al Usuario, Asociación de Bibliotecas Americanas, 2004.
- Directrices para la Implementación y Mantenimiento de los Servicios de Referencia Virtual. Asociación de Referencia y Servicios al Usuario, Asociación de Bibliotecas Americana, 2004.
- Competencias Profesionales del Bibliotecario para Referencias y Servicios al Usuario. Asociación de Referencia y Servicios al Usuario, Asociación de Bibliotecas Americanas, 2003.